# Rebra

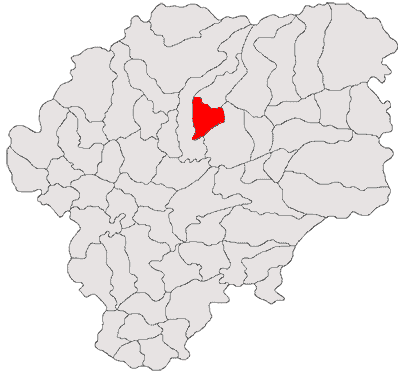

Rebra (en hongrois : Nagyrebra) est une commune du județ de Bistrița-Năsăud en Transylvanie (Roumanie).